# Prima Lega 1989-1990 (calcio)
La Prima Lega 1989-1990, campionato svizzero di terza serie, si concluse con la promozione in LNB di Urania Ginevra, Burgdorf e Concordia Losanna. Il titolo di campione della Prima Lega fu vinto dall'Urania Ginevra.

## Gruppo 1
|  | Pos. | Squadra           | Pt | G  | V  | N  | P  | GF | GS | DR  |
|  | ---- | ----------------- | -- | -- | -- | -- | -- | -- | -- | --- |
|  | 1.   | Urania Ginevra    | 40 | 26 | 17 | 6  | 3  | 59 | 27 | +32 |
|  | 2.   | Concordia Losanna | 37 | 26 | 14 | 9  | 3  | 49 | 24 | +25 |
|  | 3.   | Châtel-St-Denis   | 31 | 26 | 13 | 5  | 8  | 44 | 35 | +9  |
|  | 4.   | Renens            | 29 | 26 | 13 | 3  | 10 | 54 | 47 | +7  |
|  | 5.   | Monthey           | 28 | 26 | 10 | 8  | 8  | 50 | 39 | +11 |
|  | 6.   | Fully             | 27 | 26 | 10 | 7  | 9  | 39 | 41 | -2  |
|  | 7.   | Aigle             | 26 | 26 | 11 | 4  | 11 | 42 | 38 | +4  |
|  | 8.   | Beauregard        | 25 | 26 | 10 | 5  | 11 | 41 | 31 | +10 |
|  | 9.   | Vevey             | 24 | 26 | 8  | 8  | 10 | 34 | 37 | -3  |
|  | 10.  | Collex-Bossy      | 24 | 26 | 6  | 12 | 8  | 28 | 38 | -10 |
|  | 11.  | Echallens         | 22 | 26 | 7  | 8  | 11 | 40 | 51 | -11 |
|  | 12.  | Raron             | 21 | 26 | 7  | 7  | 12 | 32 | 44 | -12 |
|  | 13.  | Stade Nyonnais    | 15 | 26 | 4  | 7  | 15 | 33 | 60 | -27 |
|  | 14.  | Bramois           | 15 | 26 | 6  | 3  | 17 | 36 | 69 | -33 |

Legenda:

      Ammesso alle qualificazioni per la promozione in Lega Nazionale B 1990-1991.
 Va agli spareggi retrocessione.
      Retrocesso in Seconda Lega 1990-1991.

Regolamento:
Due punti a vittoria, uno a pareggio, zero a sconfitta.
In caso di arrivo di due o più squadre a pari punti, la graduatoria finale verrà stilata secondo la classifica avulsa tra le squadre interessate che prevede, in ordine, i seguenti criteri:
- Punti negli scontri diretti
- Differenza reti negli scontri diretti
- Differenza reti generale
- Reti realizzate in generale
- Sorteggio

## Gruppo 2
|  | Pos. | Squadra     | Pt | G  | V  | N | P  | GF | GS | DR  |
|  | ---- | ----------- | -- | -- | -- | - | -- | -- | -- | --- |
|  | 1.   | Thun        | 40 | 26 | 17 | 6 | 3  | 67 | 33 | +34 |
|  | 2.   | Münsingen   | 36 | 26 | 15 | 6 | 5  | 46 | 27 | +19 |
|  | 3.   | Delémont    | 34 | 26 | 13 | 8 | 5  | 58 | 24 | +34 |
|  | 4.   | Lyss        | 33 | 26 | 13 | 7 | 6  | 36 | 22 | +14 |
|  | 5.   | Berna       | 30 | 26 | 11 | 8 | 7  | 41 | 35 | +6  |
|  | 6.   | Laufen      | 27 | 26 | 10 | 7 | 9  | 33 | 26 | +7  |
|  | 7.   | Colombier   | 25 | 26 | 10 | 5 | 11 | 41 | 42 | -1  |
|  | 8.   | Domdidier   | 24 | 26 | 8  | 8 | 10 | 38 | 46 | -8  |
|  | 9.   | Moutier     | 23 | 26 | 9  | 5 | 12 | 37 | 49 | -12 |
|  | 10.  | Le Locle    | 21 | 26 | 6  | 9 | 11 | 23 | 30 | -7  |
|  | 11.  | Lerchenfeld | 20 | 26 | 7  | 6 | 13 | 38 | 44 | -6  |
|  | 12.  | Breitenbach | 18 | 26 | 7  | 4 | 15 | 35 | 59 | -24 |
|  | 13.  | Bienne      | 17 | 26 | 5  | 7 | 14 | 24 | 54 | -30 |
|  | 14.  | Boudry      | 16 | 26 | 4  | 8 | 14 | 20 | 46 | -26 |

Legenda:

      Ammesso alle qualificazioni per la promozione in Lega Nazionale B 1990-1991.
 Va agli spareggi retrocessione.
      Retrocesso in Seconda Lega 1990-1991.

Regolamento:
Due punti a vittoria, uno a pareggio, zero a sconfitta.
In caso di arrivo di due o più squadre a pari punti, la graduatoria finale verrà stilata secondo la classifica avulsa tra le squadre interessate che prevede, in ordine, i seguenti criteri:
- Punti negli scontri diretti
- Differenza reti negli scontri diretti
- Differenza reti generale
- Reti realizzate in generale
- Sorteggio

## Gruppo 3
|  | Pos. | Squadra       | Pt | G  | V  | N  | P  | GF | GS | DR  |
|  | ---- | ------------- | -- | -- | -- | -- | -- | -- | -- | --- |
|  | 1.   | Kriens        | 32 | 26 | 11 | 10 | 5  | 36 | 23 | +13 |
|  | 2.   | Burgdorf      | 31 | 26 | 11 | 9  | 6  | 41 | 30 | +11 |
|  | 3.   | Sursee        | 30 | 26 | 12 | 6  | 8  | 35 | 26 | +9  |
|  | 4.   | Ascona        | 28 | 26 | 10 | 8  | 8  | 31 | 27 | +4  |
|  | 5.   | Mendrisio     | 28 | 26 | 9  | 10 | 7  | 31 | 29 | +2  |
|  | 6.   | Soletta       | 27 | 26 | 9  | 9  | 8  | 37 | 27 | +10 |
|  | 7.   | Tresa         | 27 | 26 | 9  | 9  | 8  | 33 | 35 | -2  |
|  | 8.   | Suhr          | 27 | 26 | 7  | 13 | 6  | 23 | 29 | -6  |
|  | 9.   | Pratteln      | 26 | 26 | 7  | 12 | 7  | 22 | 21 | +1  |
|  | 10.  | Buochs        | 25 | 26 | 6  | 13 | 7  | 30 | 28 | +2  |
|  | 11.  | Klus/Balsthal | 24 | 26 | 7  | 10 | 9  | 29 | 35 | -6  |
|  | 12.  | Riehen        | 22 | 26 | 8  | 6  | 12 | 36 | 43 | -7  |
|  | 13.  | Muri          | 20 | 26 | 4  | 12 | 10 | 14 | 31 | -17 |
|  | 14.  | Derendingen   | 17 | 26 | 7  | 3  | 16 | 28 | 42 | -14 |

Legenda:

      Ammesso alle qualificazioni per la promozione in Lega Nazionale B 1990-1991.
 Va agli spareggi retrocessione.
      Retrocesso in Seconda Lega 1990-1991.

Regolamento:
Due punti a vittoria, uno a pareggio, zero a sconfitta.
In caso di arrivo di due o più squadre a pari punti, la graduatoria finale verrà stilata secondo la classifica avulsa tra le squadre interessate che prevede, in ordine, i seguenti criteri:
- Punti negli scontri diretti
- Differenza reti negli scontri diretti
- Differenza reti generale
- Reti realizzate in generale
- Sorteggio

## Gruppo 4
|  | Pos. | Squadra         | Pt | G  | V  | N  | P  | GF | GS | DR  |
|  | ---- | --------------- | -- | -- | -- | -- | -- | -- | -- | --- |
|  | 1.   | Brühl           | 37 | 26 | 15 | 7  | 4  | 48 | 19 | +29 |
|  | 2.   | Rorschach       | 34 | 26 | 11 | 12 | 3  | 46 | 25 | +21 |
|  | 3.   | Tuggen          | 30 | 26 | 12 | 6  | 8  | 31 | 28 | +3  |
|  | 4.   | Veltheim        | 28 | 26 | 8  | 12 | 6  | 44 | 35 | +9  |
|  | 5.   | Red Star Zurigo | 27 | 26 | 10 | 7  | 9  | 41 | 26 | +15 |
|  | 6.   | Young Fellows   | 27 | 26 | 11 | 5  | 10 | 45 | 37 | +8  |
|  | 7.   | Kilchberg       | 26 | 26 | 10 | 6  | 10 | 35 | 35 | +0  |
|  | 8.   | Kreuzlingen     | 26 | 26 | 8  | 10 | 8  | 42 | 43 | -1  |
|  | 9.   | Einsiedeln      | 25 | 26 | 8  | 9  | 9  | 28 | 33 | -5  |
|  | 10.  | Altstätten      | 24 | 26 | 8  | 8  | 10 | 37 | 34 | +3  |
|  | 11.  | Herisau         | 24 | 26 | 9  | 6  | 11 | 36 | 38 | -2  |
|  | 12.  | Vaduz           | 21 | 26 | 7  | 7  | 12 | 34 | 53 | -19 |
|  | 13.  | Landquart       | 18 | 26 | 6  | 6  | 14 | 24 | 56 | -32 |
|  | 14.  | Wohlen          | 17 | 26 | 6  | 5  | 15 | 31 | 60 | -29 |

Legenda:

      Ammesso alle qualificazioni per la promozione in Lega Nazionale B 1990-1991.
 Va agli spareggi retrocessione.
      Retrocesso in Seconda Lega 1990-1991.

Regolamento:
Due punti a vittoria, uno a pareggio, zero a sconfitta.
In caso di arrivo di due o più squadre a pari punti, la graduatoria finale verrà stilata secondo la classifica avulsa tra le squadre interessate che prevede, in ordine, i seguenti criteri:
- Punti negli scontri diretti
- Differenza reti negli scontri diretti
- Differenza reti generale
- Reti realizzate in generale
- Sorteggio

## Spareggi

### Promozione in Lega Nazionale B

#### Primo turno
Il primo turno vede impegnate tutte le prime e seconde classificate di ogni girone di Prima Lega.
|                   | Risultati   |                   | Luogo e data              |
| ----------------- | ----------- | ----------------- | ------------------------- |
| Münsingen         | 0 - 0       | Urania Ginevra    | Münsingen, 27 maggio 1990 |
| Burgdorf          | 4 - 0       | Brühl             | Burgdorf, 27 maggio 1990  |
| Concordia Losanna | 1 - 1       | Thun              | Losanna, 26 maggio 1990   |
| Rorschach         | 1 - 1       | Kriens            | Rorschach, 26 maggio 1990 |
| Urania Ginevra    | 2 - 0       | Münsingen         | Ginevra, 3 giugno 1990    |
| Brühl             | 1 - 0       | Burgdorf          | San Gallo, 3 giugno 1990  |
| Thun              | 0 - 2       | Concordia Losanna | Thun, 3 giugno 1990       |
| Kriens            | 2 - 1 (dts) | Rorschach         | Kriens, 3 giugno 1990     |
|                   |             |                   |                           |

#### Secondo turno
|                   | Risultati |                   | Luogo e data            |
| ----------------- | --------- | ----------------- | ----------------------- |
| Urania Ginevra    | 3 - 3     | Concordia Losanna | Ginevra, 9 giugno 1990  |
| Burgdorf          | 2 - 0     | Kriens            | Burgdorf, 9 giugno 1990 |
| Concordia Losanna | 1 - 4     | Urania Ginevra    | Thun, 12 giugno 1990    |
| Kriens            | 3 - 4     | Burgdorf          | Kriens, 12 giugno 1990  |
|                   |           |                   |                         |

#### Finalina per la terza promozione
|                   | Risultati |        | Luogo e data                       |
| ----------------- | --------- | ------ | ---------------------------------- |
| Concordia Losanna | 3 - 2     | Kriens | Châtel-Saint-Denis, 16 giugno 1990 |
|                   |           |        |                                    |

### Finale per il titolo
|                | Risultati |          | Luogo e data                       |
| -------------- | --------- | -------- | ---------------------------------- |
| Urania Ginevra | 7 - 1     | Burgdorf | Châtel-Saint-Denis, 16 giugno 1990 |
|                |           |          |                                    |

### Spareggi retrocessione
Spareggi per la retrocessione in Seconda Lega.
|        | Risultati     |             | Luogo e data                       |
| ------ | ------------- | ----------- | ---------------------------------- |
| Raron  | 3-3 (3-4 dtr) | Breitenbach | Châtel-Saint-Denis, 27 maggio 1990 |
| Riehen | 2-2 (2-4 dtr) | Vaduz       | Einsiedeln, 27 maggio 1990         |
|        |               |             |                                    |